# Henri-Dubray
Henri-Dubray war ein französischer Hersteller von Automobilen.

## Unternehmensgeschichte
Das Unternehmen aus Paris begann 1901 mit der Produktion von Automobilen. Der Markenname lautete Henri-Dubray. Im gleichen Jahr endete die Produktion.

## Fahrzeuge
Im Angebot stand nur ein Modell. Dies war der 5 CV. Die Voiturette bot Platz für drei Personen.